# Hemiceras coatina
Hemiceras coatina är en fjärilsart som beskrevs av William Schaus 1921. Hemiceras coatina ingår i släktet Hemiceras och familjen tandspinnare. Inga underarter finns listade i Catalogue of Life.